# Erebia oreas
Erebia oreas är en fjärilsart som beskrevs av B.C.S Warren 1933. Erebia oreas ingår i släktet Erebia och familjen praktfjärilar. Inga underarter finns listade i Catalogue of Life.